# Giovanni Maria Lancisi

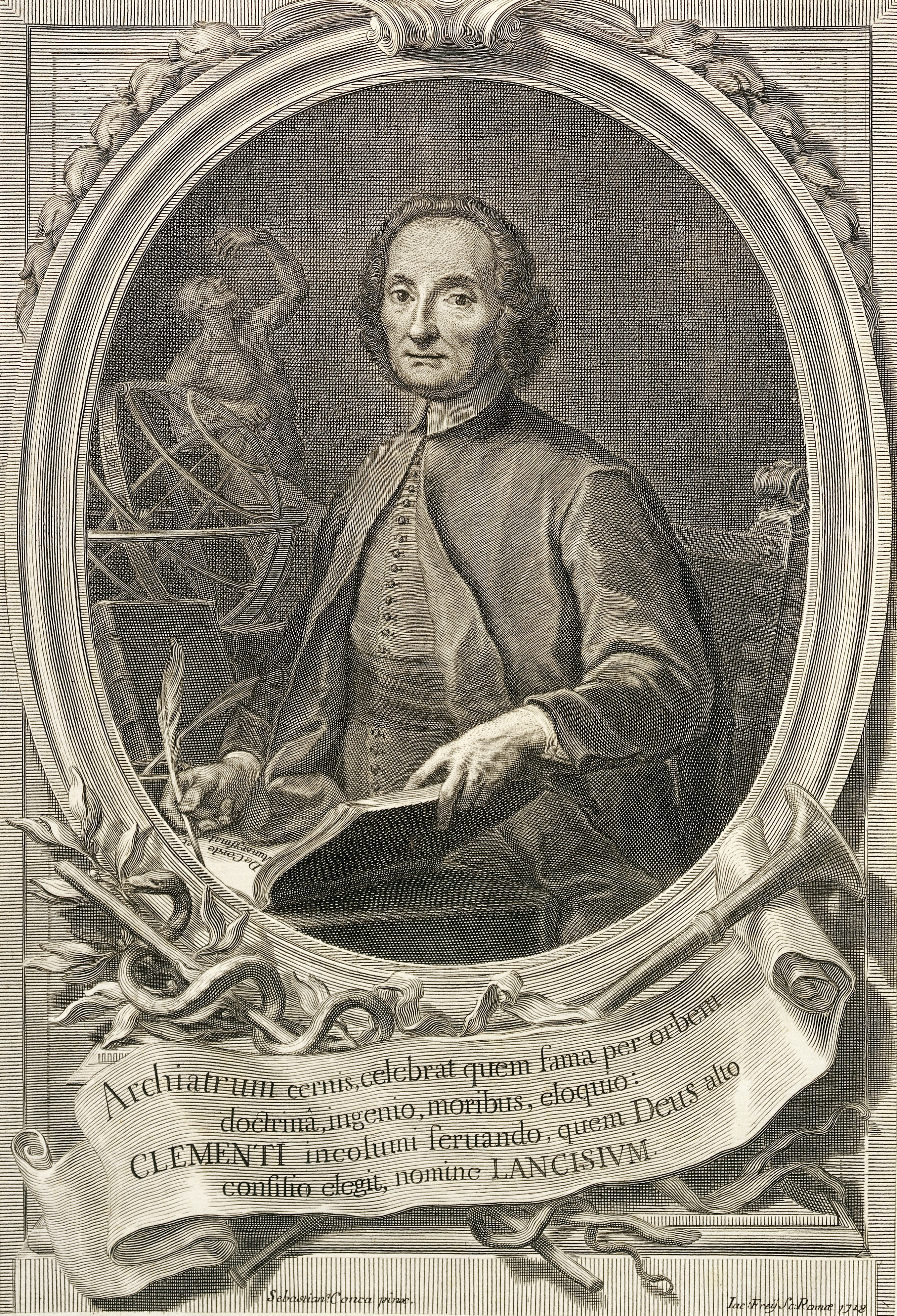
Giovanni Maria Lancisi

Giovanni Maria Lancisi (* 26. Oktober 1654 in Rom; † 20. Januar 1720 ebenda) war ein italienischer Mediziner, Kardiologe, Epidemiologe und Naturforscher.

## Leben
Lancisi stammt aus einer begüterten bürgerlichen Familie, studierte zunächst Theologie, brach dieses Studium ab und studierte Botanik, Chemie, Astronomie und Medizin am Collegio di Sapienza der Universität Rom. Er wurde bereits im Alter von 18 Jahren zum Dr. med. promoviert. Von 1676 bis 1678 war er Assistenzarzt am Hospital Santo Spirito. Sein medizinisches Wissen ergänzte er fünf Jahre lang theoretisch durch Studium der Fachliteratur am Collegio San Salvatore. Von 1684 bis 1697 war er Professor für Anatomie am Collegio di Sapienza. Lancisi wurde 1688 von Papst Innozenz XI. als Leibarzt berufen und diente in dieser Funktion auch dessen Nachfolgern Innozenz XII. sowie Clemens XI.
Zu seinen wissenschaftlichen Leistungen zählen Erkenntnisse zur Hygiene, die er insbesondere durch die konsequente Dokumentation epidemiologischer Beobachtungen gewann. Er hatte festgestellt, dass Fiebererkrankungen, die oft zum Tode führten, stark zurückgingen, als die Sümpfe rund um Rom trockengelegt worden waren.
Daraus zog er 1717 in seiner Schrift De noxiis paludum effluvis den Schluss, dass Mücken und Moskitos als Überträger von Krankheitserregern wirkten, wobei er als übertragenes Agens „schädliche Stoffe“ annahm. Er setzte sich damit in Gegensatz zur damaligen Vorstellung, diese Krankheiten würden durch die Wirkung von mal aria, also „schlechter Luft“ ausgelöst.
Seine weitergehenden Erkenntnisse beziehen sich unter anderem auf Erkrankungen wie Grippe, Rinderpest und vor allem auf Malaria. Weitere wichtige Werke sind De subitaneis mortibus (1707) sowie De motu cordis et aneurysmatibus (1728).
Zusammen mit Luigi Ferdinando Marsigli veröffentlichte er 1714 ein Buch mit dem Titel Dissertatio de Generatione Fungorum …., in dem beide der seit der Antike verbreitete Ansicht widersprechen, Pilze entstünden aus Fäulnis, wobei das Myzel ein Zwischenstadium zwischen verfaulenden Pflanzen und den Pilzen sei. Sie treten damit entschieden der seit der Antike bestehenden Vorstellung einer Urzeugung entgegen.
Nach Lancisi ist der septale Papillarmuskel der Trikuspidalklappe des Herzens Lancisi-Muskel benannt. Die Stria longitudinalis medialis corporis callosi (ein feines Faserbündel auf der großen Kommissur zwischen den Großhirnhälften) wird als „Nervus Lancisii“ bezeichnet.

### Verdienste um ein modernes Curriculum für das Medizinstudium
In seiner Schrift „De recta medicorum studiorum ratione“ (Rom 1715) plädierte Lancisi für ein modernes medizinisches Ausbildungsmodell. Ihm schwebte dabei ein Curriculum vor, das auf die beiden Pfeiler „Lernen im Krankenhaus“ sowie „Lernen in der Bibliothek“ gestützt sein sollte. Der Schüler sollte zum einen dem Krankenbesuch des Protomedicus beiwohnen und sollte sich zum anderen in der Bibliothek mit der neuen Naturphilosophie auseinandersetzen. Lancisi erhoffte sich davon eine Überbrückung der Kluft zwischen Theorie und Praxis.

## Ehrungen
1706 wurde Lancisi als Mitglied (Fellow) in die Royal Society aufgenommen. Im Jahr 1707 wurde er zum Mitglied der Leopoldina gewählt. Nach Lancisi ist die 1714 gegründete Biblioteca Lancisiana in Santo Spirito in Sassia in Rom benannt.